# Маканов, Орузбай
Орузбай Маканов (кирг. Орозбай Маканов; 1931, Ошский округ — 1983, Хайдаркан, Ошская область) — форсунщик металлургического завода Хайдарканского ртутного комбината Министерства цветной металлургии СССР (Ошская область,Киргизская ССР). Герой Социалистического Труда (1971). Депутат Верховного Совета Киргизской ССР.

## Биография
Родился в крестьянской семье в селе Бель (ныне — Кадамжайский район).
С 1947 года работал бухгалтером в колхозе «Бирлик», секретарём местного сельского совета.
С 1956 года — форсунщиком на Хайдаканском ртутном комбинате. Досрочно выполнил производственные задания Восьмой пятилетки (1966—1970).
Указом Президиума Верховного Совета СССР от 30 марта 1971 года удостоен звания Героя Социалистического Труда с вручением ордена Ленина и золотой медали «Серп и Молот». Избирался депутатом Верховного Совета Киргизской ССР (1967—1971).
Член КПСС с 1963 года.